# プラットフォーム (映画)
『プラットフォーム』（原題：El hoyo）は、2019年のスペインのSFホラー映画。監督はガルデル・ガステル＝ウルティア、出演はイバン・マサゲとソリオン・エギレオルなど。現実の階層社会を暗喩するような建物を舞台にしたワンシチュエーション・スリラーである。R-15指定。

## ストーリー
“穴”と呼ばれる場所の48層で目覚めたゴレンは、同室の老人トリマガシから「問題は何を食べるかだ」と説明を受ける。牢獄のような部屋には中央の天井と床に四角い穴が開いており、上下にも同様の部屋がいくつも確認できる。
食事は1日に1度、浮遊する不思議な台“プラットフォーム”に乗せられた山盛りのご馳走が天井の穴を通って降りてくるが、上の層から順番に食べるため下の層になるほど酷い有様になっていく。食事は“プラットフォーム”がある間しか許されず、手元に残すと部屋の温度が際限なく上がるか下がるかして死んでしまう。“プラットフォーム”は最下層まで到達すると上昇するが、高速すぎて飛び乗ることは不可能だった。1ヶ月が経つと部屋の住人2人はガスで眠らされ、階層だけが変更される。
ゴレンは自ら志願して“穴”に入り、半年間を耐え抜くことで認定証を得て、外の暮らしを有利にするつもりだった。トリマガシが“穴”に入った経緯を聞いてみると、彼は部屋から放り投げたテレビが違法移民に当たって死なせてしまい、精神病院との二択で“穴”に入ることを選んだのだという。
ある日、“プラットフォーム”にミハルという傷ついた女が乗っていた。ゴレンは彼女を助けようとするが、彼女の目的は息子を探して下の階層へ下りて行くことだという。彼女は同室の人間を殺してきており、下りる途中で自分を襲う人間も返り討ちにしていく。
1ヶ月が経つと、ゴレンとトリマガシは親しい間柄になっていた。しかし、部屋替えによって2人は骨の1本すら残らない171階層に送られてしまう。眠っている間にトリマガシに拘束されていたゴレンは、やがて非常食として太ももを切り取られそうになるが、下りてきたミハルによって助けられると、逆にトリマガシを殺害する。ミハルの看病で多少回復したゴレンだが、トリマガシの肉を食べることには抵抗があり、死体に群がる虫で飢えを凌ぐ。
新たに33層で目覚めたゴレンの目の前には、ダックスフンドを連れたイモギアという女がいた。“穴”の職員だったイモギア曰く階層は200層まであり、下りてくる食事は適量だけ摂取すれば最下層まで行き渡る計算だという。イモギアは取り分けた分だけ食べて同じようにしろと34層の2人を説得し続けるが、効果があったのはゴレンの脅しだけだった。
明くる日、体調を崩した状態で下りてきたミハルを助けたところ、回復した彼女はダックスフンドを殺してしまう。再び下りていくミハルをゴレンは擁護するも、イモギアは「ここに16歳以下は入れない」「ミハルに息子などいなかった」と明かすと、末期癌で死ぬ前に“穴”の環境を改善したかったと告白する。
次の部屋替えでゴレンが目にしたのは、部屋に刻まれた202の文字と、穴の下に延々と続く下層の部屋、そして自殺したイモギアの死体だった。ゴレンは気が狂いそうになりながらも、唯一持ち込んだ私物のドン・キホーテの本を少しずつ食べて日々を過ごしていく。
ゴレンの5つ目の部屋は6層だった。同室になったロープを持つ男バハラトは5層の男女を説得し一番上まで上っていこうとするが、騙されてロープを穴に落としてしまう。202層での計測から最下層が250層だと予想したゴレンは“穴”のルールを変えるため、2人で武器を持って“プラットフォーム”に乗り、各層で食事を分配しようと考えていた。話に乗ったバハラトと共に下りていって間もなく、バハラトが賢者と敬う男から「0層で食事を作る人間に“メッセージ”を伝えることが重要だ」と説かれ、一切手付かずのパンナコッタを死守することになる。
ミハルを殺した男たちとの戦いで酷く傷つき、人々の醜い本性を目の当たりにしながら2人が新たに知ったのは、“プラットフォーム”は生存者のいない階層では停止しないということだった。予想を超えて到達した333層には幼い少女が息を潜めて隠れており、2人は“メッセージ”であるパンナコッタを与えてしまう。深手を負っていたバハラトは夜に息絶え、翌日を迎えたゴレンは、下りてきた“プラットフォーム”に少女と共に乗り込む。
333層の下は明かりのない巨大な空洞で、そこが“穴”の最下層だった。ゴレンが“プラットフォーム”を降り、新たな“メッセージ”として上っていく少女を見送ったところで物語は終わる。

## 登場人物・キャスト
※括弧内は日本語吹替。
ゴレン
演 - イバン・マサゲ（遠藤大智）
主人公。認定証を貰うため自ら“穴”に入った男。1つだけ許される私物としてドン・キホーテの本を持ち込んでいる。
トリマガシ
演 - ソリオン・エギレオル（野島昭生）
最初にゴレンと同室になった男。「明らかだ」が口癖。“穴”の中に1年以上おり、ゴレンに“穴”の仕組みや生き抜く術を説明する。上は8層から下は132層までいくつもの階層を経験してきた。持ち込んだ私物は切れ味の良い包丁サムライプラス。
ミハル
演 - アレクサンドラ・マサンカイ（渡辺優里奈）
“穴”の中で息子を探す女。毎月“プラットフォーム”に乗って下の階層へ向かっていき、襲ってくる人間は容赦なく返り討ちにする。私物として持ち込んだのはウクレレ。
イモギリ
演 - アントニア・サン・フアン（くじら）
トリマガシの次にゴレンと同室になった女。元は“穴”の管理局に25年勤めた職員で、ゴレンが入る際の担当者だった。私物としてダックスフンドのラムセス2世を持ち込む。
バハラト
演 - エミリオ・ブアレ（堀総士郎）
イモギリの次にゴレンと同室になった男。持ち込んだロープを使って上層に上り、“穴”から脱出することを目論む。

## 受賞
- 第44回トロント国際映画祭
  - ミッドナイトマッドネス部門 観客賞[7]
- 第52回シッチェス・カタロニア国際映画祭ファンタスティック・コンペティション部門
  - 最優秀作品賞
  - 観客賞
  - 視覚効果賞
  - 市民ケーン賞/新人監督賞（ガルダー・ガステル＝ウルティア）[8]
- 第34回ゴヤ賞
  - 特殊効果賞[9]